# Царевоселски проход
Царевоселският или Пиянецкият проход (на македонска литературна норма: Делчевски проход) е планински проход (седловина) в Западна България (община Благоевград) и Република Македония (община Царево село), в северната част на планината Влахина.
Проходът е с дължина 21,5 km и надморска височина на седловината – 1168 m. Свързва долината на река Струма на изток с долината на река Брегалница (ляв приток на Вардар) на запад.
Проходът започва на 664 m н.в., на 0,8 km западно от село Логодаж, при разклона за село Клисура и се насочва на юг и започва изкачване по източния склон на Влахина планина. След около 4 km рязко завива на северозапад, след още около 3 km преминава през село Обел и след общо 10,6 km при държавната граница със Северна Македония достига седловината на 1168 m н.в. В Северна Македония се спуска по западния склон на планината и след 11 km слиза в долината на река Брегалница, в южния край на град Царево село, на 613 m н.в.
В българския участък преминават последните 10,6 km от Републикански път III-106 Благоевград – Логодаж – ГКПП Логодаж, от km 14,7 до km 25,3.
Преди изграждането на новото трасе на шосето през село Обел пътят на българска територия е доста по-къс, но тесен, с множество завои и голям наклон, като директно от село Логодаж се изкачва на седловината. Това трасе днес е полски (горски) път.

## Топографска карта
- Лист от карта K-34-82. Мащаб: 1 : 100 000.